# 烏赫特姆河
60°48′52″N 56°56′44″E / 60.81444°N 56.94556°E
烏赫特姆河（羅馬化：Ukhtym），是俄羅斯的河流，位於該國西部彼爾姆邊疆區，該河流屬於科爾瓦河的左支流，河道全長51公里，流域面積175平方公里。